# Tragedia de La Joya de 2020
La tragedia de La Joya se refiere a un accidente automovilístico ocurrido el 5 de febrero en la provincia de Arequipa, al sureste del departamento de Arequipa, Perú. El resultado fue de once muertos y dos heridos.

## Desarrollo
Una combi de placa Z4V-807 transportaba a trabajadores, en su mayoría padres de familia, para cosechar cochinillas en el "fundo Don Lucho" del distrito de Santa Rita de Siguas, la combi conducida por René Pachapuma (27), a la altura del kilómetro 957 de la Ruta nacional PE-1S a las 6:10 horas (hora peruana), colisionó contra un camión de carga de cerveza de matrícula Z4V-786, conducido por  Urbano Cruz Tintaya (50). El vehículo menor fue completamente destrozado, mientras que el camión fue 30 metros del lugar de choque.
La mayoría de tripulantes provenían del departamento de Puno, al sureste peruano, que trabajaban como agricultores en los meses de vacaciones.

### Víctimas
El choque provocó la muerte de casi todo los tripulantes de la combi, de los cinco supervivientes, solo dos lograron resistir sus heridas. Los muertos son once, entre los que se encuentran una adolescente.
| Fallecidos según Diario Correo |
| --- |
| Fallecidos en el lugar del accidente: Walter Villanueva Aguirre (30), Antonia Castellanos Valencia (22), Vilma Condori Choque (22), Ángela Tacuri Flores (38), Nancy Flores Llasa (33), Yerson Choquehuanca Solis (25), René Pachapuma Ancco (28) y Cleofé Coa Dávila (37). |
| Fallecidos en hospitales: Julio Puma Huamán (28), Epifanio Mamani Hancojari (69) y Grimalda Coa Dávila (37). |

## Situación posterior al accidente
David Pacheco Mamani (39), uno de los dos sobrevivientes dijo: «Que nos apoyen, mis hijos están desamparados», Magaly Condori Supo (26), la otra superviviente, dijo: «Que me ayuden a recuperarme del todo». Las dos familias de los sobrevivientes pidieron ayuda a la gente y al gobierno, el padre de Pacheco informó que la empresa que contrato a su hijo no se quiere hacer responsable. Se registró que ocho niños y niñas quedaron huérfanos, ya que sus padres padecieron producto del accidente.

## Reacciones
La municipalidad del distrito de La Joya informó que donaría los nichos para sepultar a los fallecidos.